# Соболев, Михаил Петрович
Михаил Петрович Соболев (1897 — 1973) — советский государственный и политический деятель, председатель Челябинского областного исполнительного комитета.

## Биография
Родился в октябре 1897 году в Кончакове Московской губернии (Рязанской губернии).
С 1909 гjlf в Москве. С 1915 гjlf рабочий на заводе «Карл Тиль», укладчик на чаеразвесочной фабрике. В июне 1918 призван в РККА, воевал на Южном фронте.
Член ВКП(б) с 1919 года.
В 1930 г. окончил Московский промышленно-экономический институт, в 1949 г. — Высшую партийную школу при ЦК ВКП(б). 
В 1918–1942 годах – в РККА: военком Главного военного химического склада, старший инспектор по финансированию, председатель Центральной экономической комиссии Народного комиссариата финансов СССР, 2-й секретарь Челябинского областного комитета ВКП(б) (1937–1938), и. о., председателя исполнительного комитета Челябинского областного Совета, директор Копейского завода № 114, секретарь комитета ВКП(б) народного комиссариата боеприпасов СССР.
В 1931 году в счёт парттысячи направлен на учёбу в МХТИ им. Д.И. Менделеева (окончил в 1937). За время пребывания в институте неоднократно избирался в члены парткома.
В 1947–1949 годах заместитель председателя Ульяновского облисполкома, в 1949—1952 годах заместитель проректора МГУ по специальным вопросам, с 1952 г. директор Всесоюзного заочного техникума пищевой промышленности.
Избирался депутатом Верховного Совета СССР 1-го созыва, Верховного Совета РСФСР 1-го и 2-го созыва.

## Примечание
1. 1 2  Михаил Петрович Соболев // «Московский технолог» газета МХТИ им. Д.И. Менделеева, 1938, №19.
2. ↑  Выпускники Российского химико-технологического университета им. Д.И. Менделеева 1906-1950 / академик РАН П.Д. Саркисов. — Москва: РХТУ им. Д.И. Менделеева год = 2001. — С. 80. — 147 с. — ISBN 5-7237-0321-8.